# Barockpop
Barockpop, barockrock, eller engelsk barock, alternativt kammarpop/rock, är en undergenre inom pop och rock som har sitt ursprung i Storbritannien och USA vid 1960-talets mitt. Den var ursprungligen en sorts pop- och rockmusik som blandade in element från klassisk musik, framför allt barock, med fokus på stråkinstrument.

## Relaterade genrer
Några relaterade genrer förutom rock, pop och klassisk musik är Sunshine pop som är gladare och mer psykedelisk. Chamber pop är väldigt lik barockpopen men är mer fokuserad på den klassiska musiken än pop/rock.

## Kännetecken

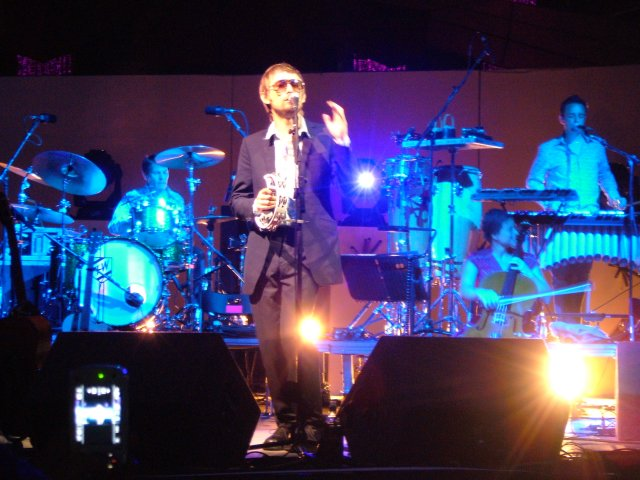
The Divine Comedy (2007)

Barockpop blandar pop och rock musik med mer klassiska instrument (så som blås- och stränginstrument) och tekniker som oftast förknippas med 1500-1700-talets barockmusik. Något som kännetecknar barockpop är användandet av t.ex. stråkkvartetter eller orkestrar i olika former, exempelvis i "Our mutual friend" av The Divine Comedy, från Absent Friends, 2004.

## Historik
Barockpopen tog sin start i mitten av 60-talet när dåtidens rockband började söka efter nya idéer och sound. I Storbritannien började barockpopen växa fram med The Zombies "She's not there" (1964). Samtidigt i USA var Burt Bacharach och Phil Spector tidiga med att involvera klassiska instrument i rock och popmusiken, exempelvis i Phil Spectors Wall of Sound.
Till några tidiga exempel på låtar inom stilen hör dock "Eleanor Rigby" (1966) med The Beatles och "Walk Away Renée" (1966) med The Left Banke. Under 1980-talet återväcktes stilen i samband med grupper som  R.E.M.. För det följande decenniet ansvarade artister som bland andra Elliott Smith, Tori Amos och Björk.

## Artister

### 1960-talet
- The Beatles

The Beatles var verksamma inom många genrer och variationer av rock. Ett tydligt exempel på en av deras barockpoplåtar är "Eleanor rigby" från Revolver (1966)
- Scott Walker

Scott Walker var en av de första att spela barockpop i USA under 60-talet
- The Walker Brothers

Ett av 1960-talets stora barockpopband med Scott Walker i spetsen
- The Zombies

Ett av de första barockpop banden i Storbritannien

### 1990-talet
- Belle and Sebastian

Ett av de banden som bidrog till att göra barockpopen stort igen under 1990-talet
- The Divine Comedy

Ett av Storbritanniens största barockpopband under 90-talet och framåt

### Fotnoter
1. ↑  B. Gendron, Between Montmartre and the Mudd Club: Popular Music and the Avant-Garde (University of Chicago Press, 2002), p. 174.
2. ↑  R. Stanley, 'Baroque and a soft place', Guardian 21/09/07,  läst 13 april 2009.
3. ↑  "Chamber pop", Allmusic, läst 7 september 2011.
4. ↑  ”Sunshine pop”. http://www.allmusic.com/subgenre/sunshine-pop-ma0000012028. Läst 4 februari 2015.
5. ↑  ”Chamber pop”. http://www.allmusic.com/style/chamber-pop-ma0000012300. Läst 4 februari 2015.
6. 1 2  ”Baroque Pop: Significant Albums, Artists and Songs: AllMusic”. http://www.allmusic.com/style/baroque-pop-ma0000012101. Läst 31 januari 2015.
7. 1 2  Stanley, Bob (21 september 2007). ”Baroque and a soft place”. http://www.theguardian.com/music/2007/sep/21/popandrock1. Läst 3 februari 2015.